# 気楽に行こうよ
『気楽に行こうよ』（Mucho Mouse、1957年9月7日）は、『トムとジェリー』の作品のひとつ。

## スタッフ
- 製作・監督 - ウィリアム・ハンナ、ジョセフ・バーベラ
- 作画 - ケネス・ミューズ、ルイス・マーシャル、ケン・サウスワース、ビル・シーペック、ジャック・カー、ハーマン・コーエン
- レイアウト - ディック・ビッケンバック、エド・ベネディクト
- 背景 - ロバート・ジェントル
- 音楽 - スコット・ブラッドリー

## 作品内容
スペインのマドリード。そこには、毎日のように「ESPAÑA CANI」を弾いているギター弾きのネコ、ライトニングがいた。女主人は家の食べ物をつまみ食いに回るジェリーを捕まえもせずギターに明け暮れてばかりいるライトニングに呆れ顔。ライトニングは仕方なくジェリーを捕獲しようとするもいいようにやられて失敗。ついに女主人から愛想を尽かされた。「あのEl Magnifico(偉大なる雄ネズミ)は誰にも捕まえられっこないよ」と弁解する情けないライトニングに女主人は一通の電報を突きつける。
| 「 | 本日、アメリカよりお宅へお伺いします。必ずや「El Magnifico」とやらのネズミを捕まえてみせましょう。 ―――世界ネズミ捕りオリンピック優勝者・トム | 」 |

そして女主人は、間もなく訪ねて来たネズミ捕り権威のトムに厚い信頼を寄せつつ、ジェリーの捕獲を依頼して出かけていった。
持ち寄った道具を駆使して余裕でジェリーを追い出してみせたトム。ところがライトニングがギターを弾く度にジェリーはフラメンコの要領で家の中へ戻って来てしまう。チャンピオンの名に恥じないよう「猛牛」の如く立ち向かうトム。しかし、しばし続いた「闘牛」はジェリーに軍配が上がり、ライトニングは「小さな闘牛士」の勝利を盛大に祝福する。
その後、帰って来た女主人が目にしたのは、二匹のネコがギターを奏でる中ジェリーが大量の食糧を巣に持ち帰る光景だった。問い詰める女主人にライトニングは「セニョリータ、言ったじゃないか。あのネズミは誰にも捕まえられないって」と答え、トムもそれに頷くのみ。互いに「アミーゴ」と呼び合いつつギターをかき鳴らす彼らの様子を、女主人は呆れて見るしかなかった。

## 登場キャラクター
トム
本作では「世界ネズミ捕りオリンピック優勝者」の肩書きを持っており、その実績を見込まれ、ネズミ捕りのプロとしてライトニングの家にアメリカから雇われた。序盤はジェリーを手際良く捕えてみせるが、一枚上手のジェリーにペースを乱されてしまい、闘牛対決で敗北に終わる。その後はジェリーを捕まえることもせずライトニングと一緒にギターを奏でていた。
ジェリー
ライトニングの奏でるギターフラメンコに合わせて踊りつつ、果物などの食糧を自身の巣に持ち込む。トムに大砲で追い出されてもライトニングのギターが聞こえると戻ってきて踊りだし、やがて闘牛対決でトムを縛りつけて勝利。最後はライトニングとトムのギター演奏に合わせてフラメンコを踊りながら、果物などを自身の巣へ大量に持ち込んだ。ライトニングは「誰にも捕まえられないネズミ」と評しており、「El Magnifico」という二つ名までもが巣穴に記されている。
ライトニング
本作ではギターが趣味の猫として登場。マイペースな遊び人気質で本来の役目であるネズミ捕りには意欲がなくギターばかり弾いているため女主人にも呆れられており、「のろまでぐうたらで怠け者」と称されている。彼がギターフラメンコを弾く度に踊り好きのジェリーの形勢を逆転させる。最後は勝利したジェリーを祝福しつつ、トムと共にギターフラメンコを奏でていた。
女主人
ジェリーを捕まえようともしないライトニングにウンザリし、「ネズミ捕り世界チャンピオン」のトムを雇う。しかし、そのトムも最終的にジェリーを捕まえられずに終わり、呆れるしかなかった。ライトニングからは「セニョリータ」と呼ばれている。